# Anfeg
Anfeg (franska: Anfeg (CR), Anfeg (Commune Rurale), arabiska: أيت الرخا) är en kommun i Marocko.   Den ligger i provinsen Sidi Ifni och regionen Guelmim-Oued Noun, 600 km söder om huvudstaden Rabat. Antalet invånare är 8 093.